# Стереоскоп
Стереоскоп је оптички уређај који комбинује две фотографије истог предмета снимљене са разних тачака у простору тако да посматрач стиче утисак тродимензионалности какав има када са оба ока гледа стварни предмет у простору.

## Историјат
Појам стереоскопског (бинокуларног) вида подразумева коришћење два ока заједно у визуелној перцепцији. Видна поља левог и десног ока се преклапају што нам омогућава да проценимо дубину и удаљеност.
Феномен стереоскопског вида дуго је изучаван, највише у доба ренесансе. Ђовани Батиста дела Порта (1538‐1615) прави бинокуларне цртеже, а Јакопо Кименти (1554‐1640) креира стерео парове које је поставио један поред другог. Тиме је показао познавање бинокуларног вида. Појам "stéréoscopique" Франсоа Дагијон (1567‐1617) помиње у трактату из 1613. године.
У првој половини 19. века Чарлс Витстон (1838) и Дејвид Брустер (1844) су значајно допринели развоју стереоскопије. Независно један од другог су у сличном периоду дошли до идеје да креирају стереоскоп као алат за приказ стероскопских слика.
Парови фотографија који се посматрају помоћу стереоскопа називају се стереограмима или стереопаровима. Најчешће коришћени типови стереоскопа су џепни и призматични.

## Џепни стереоскоп
Састоји се од два сабирна сочива уграђена у оквир, тако да је њихово међусобно растојање једнако нормалном размаку очију (око 65 mm). Висина му је једнака жижној даљини сочива (око 80 mm). Пошто се фотографије при посматрању налазе у жижној равни сочива, светлосни зраци који из појединих тачака снимака падају у одговарајућа сочива излазе из њих као међусобно паралелни. Тиме је омогућено посматрање просторних слика удаљених предмета очима акомодираним за гледање на даљину, што олакашава добијање стереомодела. Уз то се слике виде и као повећане, чиме се постиже побољшање дубинског разлучивања модела. Недостатак је у томе што растојање између идентичних тачака оба снимка не сме бити веће од размака очиу, чиме је ограничен формат фото-снимака.

## Призматични стереоскоп
Отклања наведени недостатак џепног стереоскопа и омогућава посматрање фото-снимака већег формата. Уметањем два пара огледала (призми) на путу проласка зракова за свако око, уместо природне базе посматрања, која одговара нормалном размаку очију, добија се повећана база одређена растојањем спољних (већих) огледала. Зраци који иду од снимака одбијају се од огледала (призми) и пролазе кроз сочива под истим условима као и код џепног стереоскопа. Постављањем на сочива дурбинчића са умереним повећањем омогућено је финије дубинско разлучивање слике. Ако се дода нарочити помоћни уређај (стереометар) стереоскоп се може употребљавати и као мерни прибор. Од призматичних стереоскопа најпознатији су огледални стереоскоп, интерпретоскоп и стереоскоп за посматрање фото-снимака у низу.

## Галерија
- Стереоскоп који се чува у Музеју Војводине